# Крињи
Крињи (фр. Crugny) насеље је и општина у североисточној Француској у региону Шампањ-Арден, у департману Марна која припада префектури Ремс.
По подацима из 2011. године у општини је живело 600 становника, а густина насељености је износила 48,15 становника/km². Општина се простире на површини од 12,46 km². Налази се на средњој надморској висини од 80 метара.

## Демографија
| 1962. | 1968. | 1975. | 1982. | 1990. | 1999. | 2011. |
| ----- | ----- | ----- | ----- | ----- | ----- | ----- |
| 382   | 410   | 343   | 393   | 499   | 576   | 600   |

График промене броја становника у току последњих година